# دونوفان هاند
دونوفان هاند (بالإنجليزية: Donovan Hand)‏ هو لاعب كرة قاعدة أمريكي، ولد في 20 أبريل 1986 في Hatton, Lawrence County, Alabama ‏ في الولايات المتحدة.

## وصلات خارجية
- دونوفان هاند على موقع دوري كرة القاعدة الرئيسي (الإنجليزية)
- دونوفان هاند على موقعبيزبول رفرنس.كوم (الدوري الرئيسي) (الإنجليزية)
- دونوفان هاند على موقعبيزبول رفرنس.كوم (الدوري الثانوي) (الإنجليزية)
- دونوفان هاند على موقع إي إس بي إن.كوم (أم.أل.بي) (الإنجليزية)
- دونوفان هاند على موقع مشجعي الرسوم البيانية (الإنجليزية)